# Joshua Azzopardi
Joshua Azzopardi (* 27. November 1999 in Penrith City) ist ein australischer Leichtathlet, der sich auf den Sprint spezialisiert hat. 2024 wurde er über 100 Meter in Suva Ozeanienmeister.

## Sportliche Laufbahn
Erste internationale Erfahrungen sammelte Joshua Azzopardi im Jahr 2018, als er bei den U20-Weltmeisterschaften in Tampere mit 10,66 s in der ersten Runde im 100-Meter-Lauf ausschied und mit der australischen 4-mal-100-Meter-Staffel im Vorlauf nicht ins Ziel kam. 2022 gewann er bei den Ozeanienmeisterschaften in Mackay in 10,27 s die Bronzemedaille über 100 Meter hinter seinem Landsmann Jake Doran und Edward Osei-Nketia aus Neuseeland. Zudem wurde er im Staffelbewerb disqualifiziert. Anschließend kam er bei den Commonwealth Games in Birmingham mit der Staffel im Vorlauf nicht ins Ziel. Im Jahr darauf schied er bei den World University Games in Chengdu mit 10,31 s im Halbfinale über 100 Meter aus. Bei den World Athletics Relays 2024 auf den Bahamas sicherte er der Staffel einen Startplatz bei den Olympischen Spielen. Anschließend siegte er in 10,33 s über 100 Meter bei den Ozeanienmeisterschaften in Suva und im August schied er bei den Olympischen Sommerspielen in Paris mit 10,20 s in der ersten Runde aus. Zudem verpasste er mit der Staffel mit neuem Ozeanienrekord von 38,12 s den Finaleinzug.
2025 schied er bei den Hallenweltmeisterschaften in Nanjing mit 6,70 s in der Vorrunde über 60 Meter aus.
2019 wurde Azzopardi australischer Meister in der 4-mal-100-Meter-Staffel.

## Persönliche Bestzeiten
- 100 Meter: 10,09 s (+1,1 m/s), 1. März 2025 in Perth
  - 60 Meter: 6,52 s, 25. Januar 2025 in Canberra
- 200 Meter: 20,82 s (+0,3 m/s), 6. März 2022 in Brisbane